# Etar-Schneefeld
Das Etar-Schneefeld (bulgarisch ледник Етър lednik Etar) ist ein in südsüdwest-nordnordöstlicher Ausrichtung 15 km langes und 5 km breites Schneefeld auf der Johannes-Paul-II.-Halbinsel der Livingston-Insel im Archipel der Südlichen Shetlandinseln. Es fließt von den Westhängen der Oryahovo Heights und den Nordhängen des Rotch Dome zur Barclay Bay, die es zwischen dem Mercury Bluff und dem Rowe Point erreicht.
Die bulgarische Kommission für Antarktische Geographische Namen benannte es 2005 nach der Ortschaft Etar im zentralen Balkangebirge.